# Лаштоба Федір Іванович
Федір Іванович Лаштоба (17 березня 1903, село Шамово (Шамовка, Савівка) Корсунівської волості Олександрійського повіту, тепер у складі села Іскрівки Петрівського району Кіровоградської області — 24 червня 1971, місто Кривий Ріг Дніпропетровської області) — український радянський діяч, бурильник, керівник в гірничорудній промисловості. Депутат Верховної Ради СРСР 1-го скликання (1937—1946 роки).  

## Біографія
Народився в селянській родині в 1903 (за деякими даними — в 1907) році. Освіта початкова. З 1920 року працював у сільському господарстві батьків. У 1924—1926 роках — робітник, помічник садівника радгоспу «Веселі Терни».
У 1926—1937 роках — лопатник, бурильник, бригадир бурильників, інструктор штангового буріння рудника імені Леніна, у 1937—1938 роках — помічник начальника дільниці, начальник дільниці шахти імені Леніна міста Кривого Рогу Дніпропетровської області.
У 1935 році вступив до комсомолу. Кандидат у члени ВКП(б) з 1937 року.
Учасник стахановських зльотів, виробничі норми виконував на 214,5 %. Депутат Верховної Ради СРСР 1-го скликання Ради Національностей від Криворізького виборчого округу.
У 1938 році закінчив заочно Дніпропетровський господарський інститут. Член ВКП(б).
У 1938—1939 роках — керуючий рудника імені Кірова в Кривому Розі. У 1939—1940 роках — керуючий тресту «Октябрьруда» («Жовтеньруда») Криворізького басейну.
У 1940 році закінчив заочно Харківську промислову академію.
У 1940—1941 роках — начальник шахти імені Тельмана, начальник дільниці шахти імені Орджонікідзе Криворізького басейну.
Під час німецько-радянської війни перебував у евакуації на Уралі. У 1940-1941 роках — начальник відділу кадрів Високогірського рудоуправління тресту «Уралруда», начальник групи шахт Липецького рудоуправління, заступник керуючого Дзержинською і Марганецькою копальнями.
У 1944 році повернувся до Кривого Рогу. У 1944—1949 роках — керуючий рудоуправління «Більшовик». У 1949—1952 роках — керуючий Веселотернівського буровугільного рудоуправління. У 1952—1961 роках — заступник керуючого рудоуправління імені Рози Люксембург у Кривому Розі.
Потім — на пенсії у Кривому Розі.

## Нагороди
- орден Леніна
- два ордени Трудового Червоного Прапора (23.03.1935,)

## Пам'ять
- Іменем Лаштоби названа колишня 2-я вулиця Жмеринська у Тернівському районі Кривого Рогу.